# Thizay
|  | Per a altres significats, vegeu «Thizay (Indre i Loira)». |

Thizay és un municipi francès al departament de l'Indre i a la regió de Centre-Vall del Loira. L'any 2007 tenia 254 habitants.

## Demografia

### Població
El 2007 la població de fet de Thizay era de 254 persones. Hi havia 100 famílies, de les quals 24 eren unipersonals (8 homes vivint sols i 16 dones vivint soles), 40 parelles sense fills, 24 parelles amb fills i 12 famílies monoparentals amb fills.
La població ha evolucionat segons el següent gràfic:

### Habitatges
El 2007 hi havia 137 habitatges, 101 eren l'habitatge principal de la família, 18 eren segones residències i 19 estaven desocupats. Tots els 137 habitatges eren cases. Dels 101 habitatges principals, 93 estaven ocupats pels seus propietaris i 8 estaven llogats i ocupats pels llogaters; 4 tenien dues cambres, 19 en tenien tres, 23 en tenien quatre i 55 en tenien cinc o més. 94 habitatges disposaven pel capbaix d'una plaça de pàrquing. A 29 habitatges hi havia un automòbil i a 63 n'hi havia dos o més.

### Piràmide de població
La piràmide de població per edats i sexe el 2009 era:
| Homes | Edats   | Dones |
| ----- | ------- | ----- |
| 4     | 95 o +  | 0     |
| 0     | 90 a 94 | 0     |
| 0     | 85 a 89 | 4     |
| 0     | 80 a 84 | 4     |
| 8     | 75 a 79 | 4     |
| 4     | 70 a 74 | 4     |
| 12    | 65 a 69 | 0     |
| 0     | 60 a 64 | 4     |
| 8     | 55 a 59 | 8     |
| 12    | 50 a 54 | 24    |
| 4     | 45 a 49 | 4     |
| 12    | 40 a 44 | 12    |
| 12    | 35 a 39 | 16    |
| 4     | 30 a 34 | 0     |
| 12    | 25 a 29 | 8     |
| 0     | 20 a 24 | 0     |
| 12    | 15 a 19 | 4     |
| 12    | 10 a 14 | 12    |
| 8     | 5 a 9   | 4     |
| 8     | 0 a 4   | 12    |

## Economia
El 2007 la població en edat de treballar era de 167 persones, 124 eren actives i 43 eren inactives. De les 124 persones actives 113 estaven ocupades (62 homes i 51 dones) i 11 estaven aturades (5 homes i 6 dones). De les 43 persones inactives 19 estaven jubilades, 11 estaven estudiant i 13 estaven classificades com a «altres inactius».

### Ingressos
El 2009 a Thizay hi havia 100 unitats fiscals que integraven 262 persones, la mediana anual d'ingressos fiscals per persona era de 16.719 €.

### Activitats econòmiques
Dels 3 establiments que hi havia el 2007, 1 era d'una empresa de construcció, 1 d'una empresa de comerç i reparació d'automòbils i 1 d'una empresa de serveis.
L'any 2000 a Thizay hi havia 10 explotacions agrícoles que ocupaven un total de 1.760 hectàrees.

## Poblacions properes
El següent diagrama mostra les poblacions més properes.